# Palpita carbonifusalis
Palpita carbonifusalis là một loài bướm đêm trong họ Crambidae.